# 2 de fevereiro
2 de fevereiro é o 33.º dia do ano no calendário gregoriano. Faltam 332 dias para acabar o ano (333 em anos bissextos).

## Eventos históricos

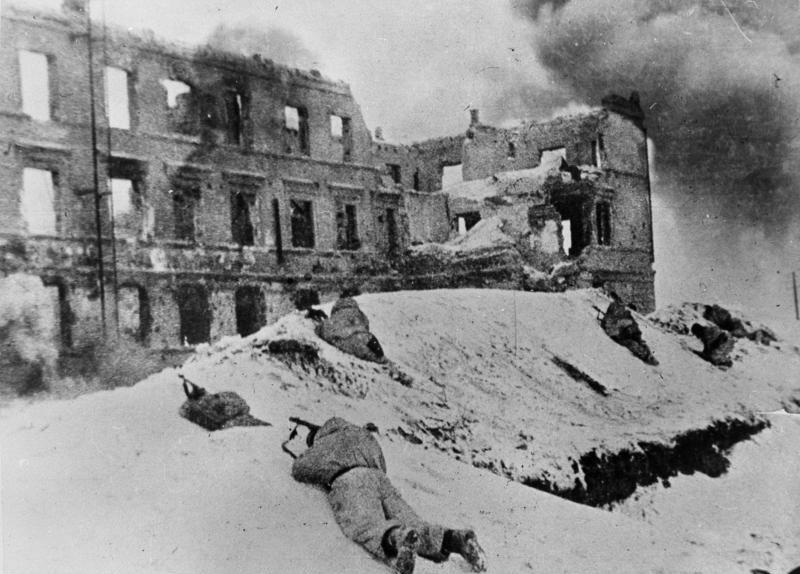
1943: Fim da Batalha de Stalingrado.

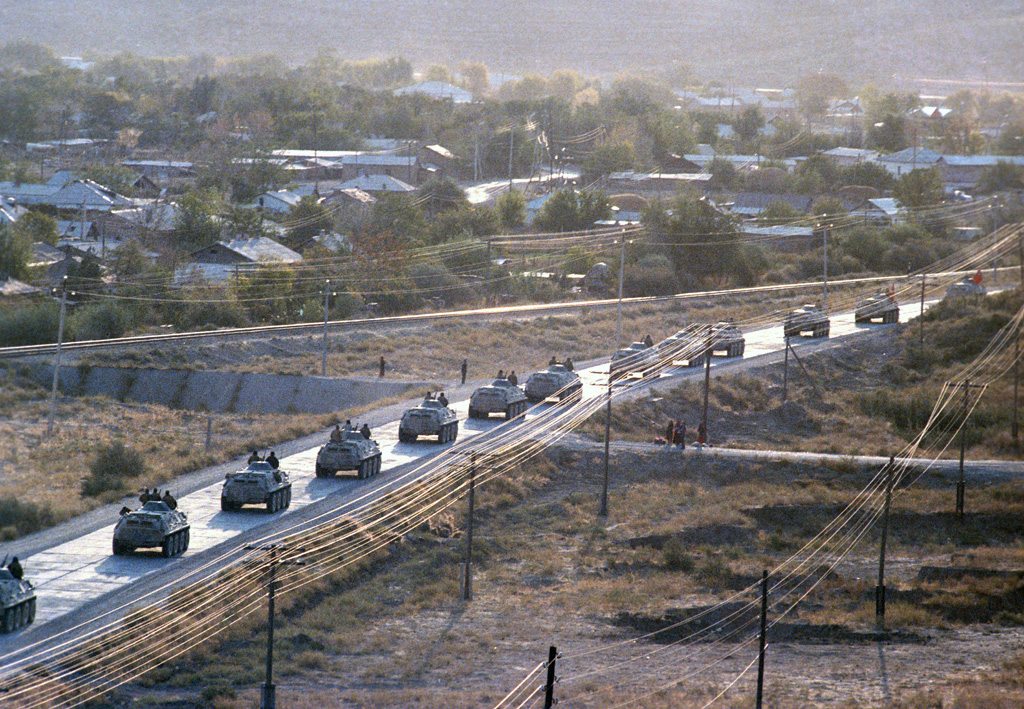
1989: A última coluna blindada soviética deixa Cabul.

- 0506 — Alarico II, oitavo rei dos visigodos, promulga o Breviário de Alarico (Breviarium Alaricianum ou Lex Romana Visigothorum), uma coleção do "Direito romano".
- 0880 — Batalha da Charneca de Luneburgo: O rei Luís III de França é derrotado pelo Grande Exército Víquingue na Charneca de Lüneburg, na Saxônia.[1]
- 0962 — Translatio imperii: o Papa João XII coroa Otão I do Sacro Império Romano-Germânico (atual Alemanha), o primeiro Imperador Romano-Germânico em quase 40 anos.
- 1032 — Conrado II do Sacro Império Romano-Germânico se torna rei da Borgonha.
- 1141 — Batalha de Lincoln, na qual Estêvão de Inglaterra é derrotado e capturado pelos aliados de Matilde de Inglaterra.
- 1148 — Inaugurado o Real Mosteiro de Alcobaça por Dom Afonso Henriques. É a primeira obra plenamente gótica erguida em solo português.
- 1207 — Terra Mariana, eventualmente compreendendo a atual Letônia e Estônia, é estabelecida.
- 1387 — Casamento de D. João I de Portugal com D. Filipa de Lencastre na cidade do Porto, em Portugal.
- 1428 — Um intenso terremoto atingiu o Principado da Catalunha, com epicentro perto de Camprodon. Destruição generalizada e muitas baixas foram relatadas.[2][3]
- 1461 — Guerra das Rosas: A Batalha da Cruz de Mortimer resulta na morte de Owen Tudor.[4]
- 1536 — O espanhol Pedro de Mendoza funda Buenos Aires, atual capital da Argentina.
- 1709 — Alexander Selkirk é resgatado numa ilha deserta depois de um naufrágio, inspirando o livro Robinson Crusoe de Daniel Defoe.
- 1814 — A última das feiras de gelo do Rio Tâmisa chega ao fim.
- 1831 — Cardeal Mauro Cappellar é eleito papa e toma o nome de Gregório XVI.
- 1841 — Com a desintegração da República Federal da América Central, El Salvador constitui-se como um estado remanescente desta federação, sendo uma república unitária e independente das outras repúblicas da América Central, que haviam se separado durante uma guerra civil.
- 1848 — Guerra Mexicano-Americana: assinado o Tratado de Guadalupe Hidalgo.
- 1849 — Revolução Praieira no Império do Brasil: revoltosos são rechaçados por forças legais no Recife, Pernambuco.
- 1868 — Guerra Boshin no Japão: Forças leais ao Imperador Meiji capturam o Castelo de Osaka do xogunato Tokugawa e o incendeiam.
- 1892 — Inaugurado o Porto de Santos o principal porto brasileiro, o maior complexo portuário da América Latina e um dos maiores do mundo.
- 1893 — Revolução Federalista: Explode no Sul do Brasil uma guerra civil entre federalistas, com apoio de revoltosos da Marinha, contra centralistas, apoiados pelo governo brasileiro. O conflito envolveria os estados do Rio Grande do Sul, Santa Catarina e Paraná.
- 1895 — Combate de Marracuene entre as forças rongas e portuguesas.
- 1901 — Funeral da Rainha Vitória do Reino Unido.
- 1913 — Inaugurada em Nova Iorque, Estados Unidos, a Estação Grand Central.
- 1920 — Tratado de Paz de Tartu é assinado entre a Estônia e a Rússia.
- 1922 — É publicado o romance Ulisses, de James Joyce.[5]
- 1935 — O Acordo Comercial Brasil-Estados Unidos é assinado.
- 1943 — Segunda Guerra Mundial: a Batalha de Stalingrado chega ao fim quando as tropas soviéticas aceitam a rendição das últimas tropas alemãs na cidade.
- 1959 — Nove experientes esquiadores morrem em circunstâncias misteriosas ao norte dos montes Urais na União Soviética.
- 1966 — Paquistão sugere uma agenda de seis pontos com a Caxemira após a Guerra Indo-Paquistanesa de 1965.
- 1971
  - Depois de um golpe de Estado no Uganda, o presidente Milton Obote é substituído por Idi Amin.
  - Assinada em Ramsar, Mazandaran, Irã, a Convenção Internacional de Ramsar para a conservação e utilização sustentável das zonas úmidas.
- 1980 — Relatórios revelam que o FBI (Departamento Federal de Investigação dos Estados Unidos) tem como alvo congressistas americanos supostamente corruptos na operação Abscam.
- 1982 — Massacre de Hama: o governo da Síria ataca a cidade de Hama.
- 1987
  - O político brasileiro Ulysses Guimarães é eleito presidente da Assembleia Nacional Constituinte.
  - Após a Revolução do Poder Popular de 1986, as Filipinas promulgam uma nova constituição.[6]
- 1989 — Guerra soviética no Afeganistão: a última coluna blindada soviética deixa Cabul.
- 1998 — O voo 387 da Cebu Pacific cai no Monte Sumagaya, nas Filipinas, matando todas as 104 pessoas a bordo.[7]
- 1990 — Apartheid: O presidente da África do Sul, F. W. de Klerk, anuncia a liberação do Congresso Nacional Africano e promete libertar Nelson Mandela.
- 2000 — Primeira projeção de cinema digital na Europa (Paris) realizada por Philippe Binant com a tecnologia DLP CINEMA desenvolvida pela Texas Instruments.
- 2004 — O tenista suíço Roger Federer torna-se o jogador Número 1 do Mundo no ranking ATP de singulares, posição que ocupará durante um recorde de 237 semanas.[8]
- 2012 — A balsa MV Rabaul Queen afunda na costa de Papua Nova Guiné, perto do distrito de Finschhafen, com cerca de 146 a 165 mortos.
- 2021 — Os militares birmaneses estabelecem o Conselho de Administração do Estado, a junta militar, depois de depor o governo democraticamente eleito no golpe de Estado de Mianmar de 2021.

## Nascimentos

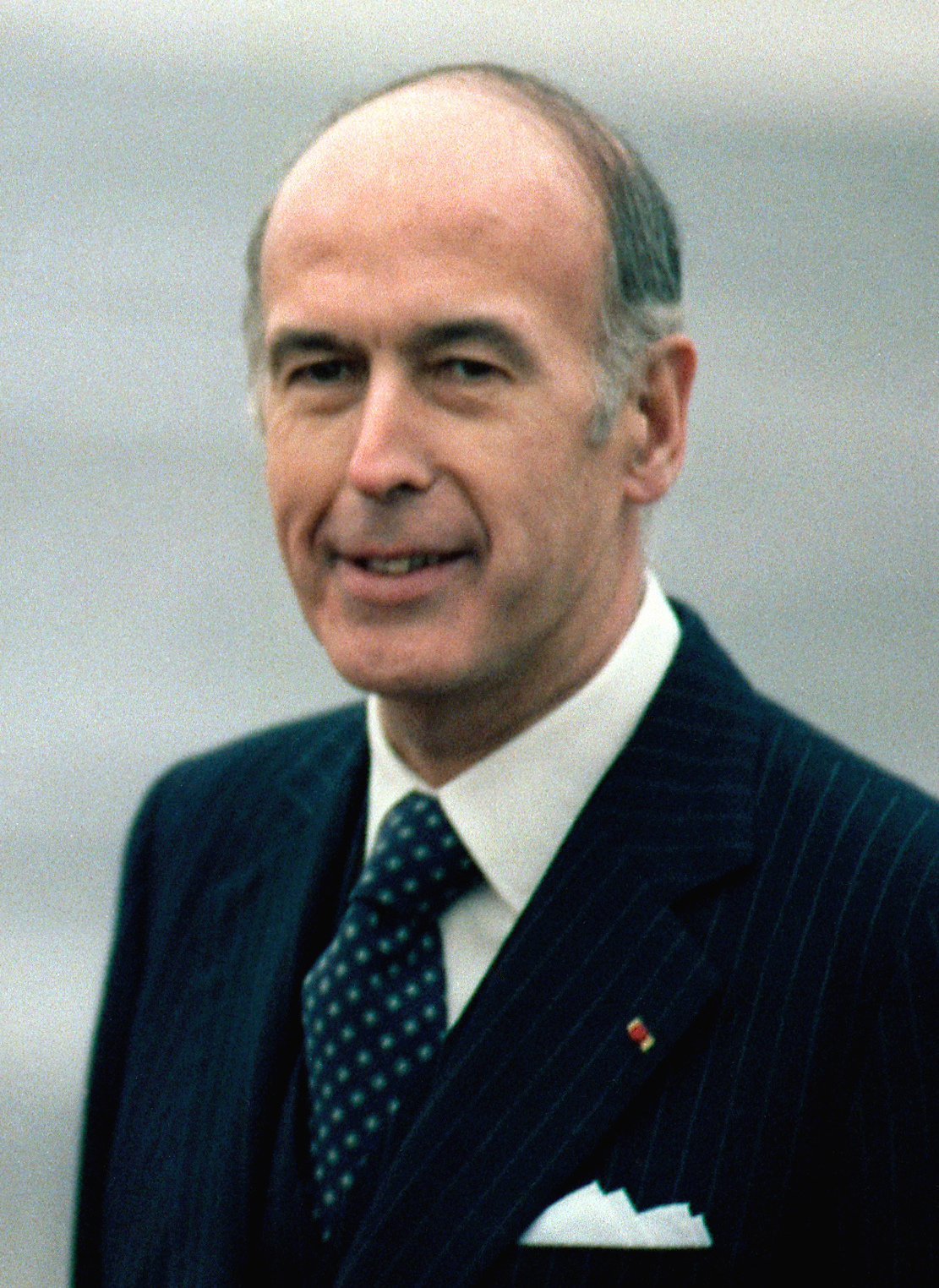
Valéry Giscard d'Estaing

Luis Gustavo

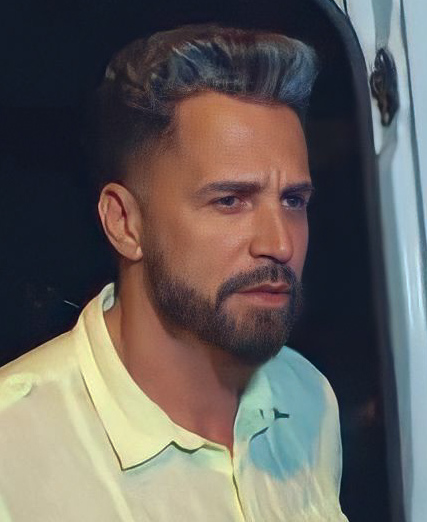
Latino

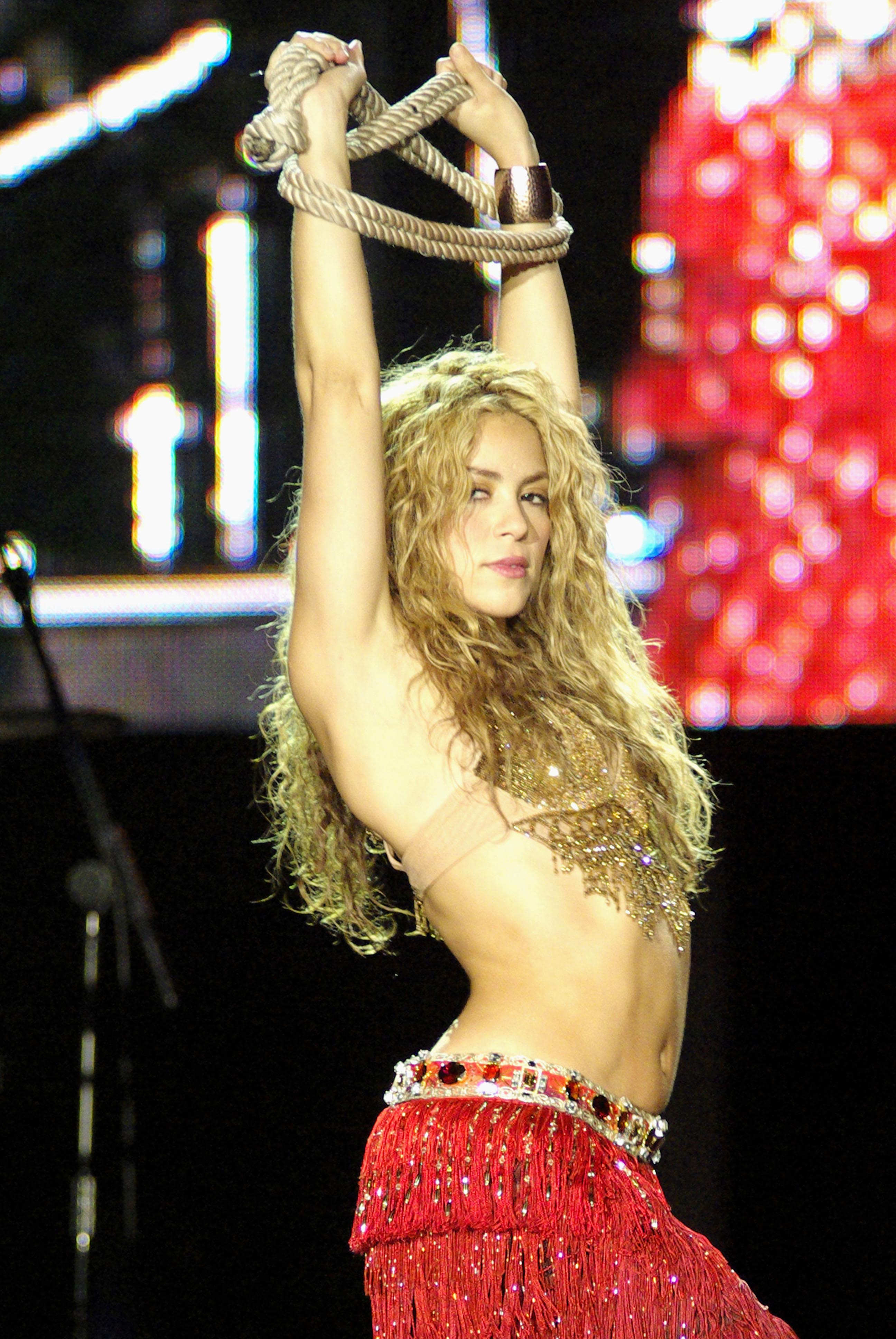
Shakira

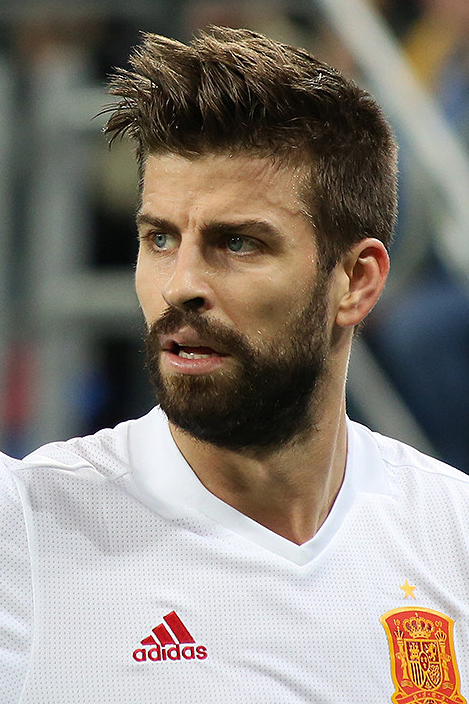
Gerard Piqué

### Anteriores ao século XIX
- 1208 — Jaime I de Aragão (m. 1276).
- 1425 — Leonor de Navarra (m. 1479).
- 1443 — Isabel da Baviera, Eleitora da Saxônia (m. 1484).
- 1455 — João da Dinamarca (m. 1513).
- 1457 — Pietro Martire d'Anghiera, historiador e escritor ítalo-espanhol (m. 1526).
- 1467 — Columba de Rieti, madre dominicana italiana (m. 1501).
- 1487 — João Zápolya, rei da Hungria (m. 1540).
- 1494 — Bona Sforza, rainha consorte da Polônia (m. 1557).
- 1502 — Damião de Góis, filósofo e historiador português (m. 1574).
- 1509 — João de Leiden, líder anabatista neerlandês (m. 1536).
- 1522 — Lodovico Ferrari, matemático e acadêmico italiano (m. 1565).
- 1536 — Piotr Skarga, escritor polonês (m. 1612).
- 1576 — Alice Le Clerc, fundadora de ordem religiosa francesa (m. 1622).
- 1585
  - Judith Quiney, filha mais nova de William Shakespeare (m. 1662).
  - Hamnet Shakespeare, filho único de William Shakespeare (m. 1596).
- 1600 — Gabriel Naudé, bibliotecário e estudioso francês (m. 1653).
- 1611 — Ulrico da Dinamarca, príncipe-bispo dinamarquês (m. 1633).
- 1621 — Johannes Schefferus, escritor de hinos sueco (m. 1679).
- 1650
  - Papa Bento XIII (m. 1730).
  - Nell Gwyn, atriz inglesa (m. 1687).
- 1669 — Louis Marchand, organista e compositor francês (m. 1732).
- 1700 — Johann Christoph Gottsched, escritor e crítico alemão (m. 1766).
- 1754 — Charles-Maurice de Talleyrand-Périgord, general e político francês (m. 1838).
- 1786 — Jacques Philippe Marie Binet, matemático, físico e astrônomo francês (m. 1856).
- 1794 — Étienne Arnal, ator cômico francês (m. 1872).

### Século XIX
- 1802 — Jean-Baptiste Boussingault, químico e acadêmico francês (m. 1887).
- 1803 — Albert Sidney Johnston, general americano (m. 1862).
- 1811 — Delia Bacon, escritora norte-americana (m. 1859).
- 1829 — Alfred Edmund Brehm, zoólogo e ilustrador alemão (m. 1884).
- 1841 — François-Alphonse Forel, limnologista e hidrologista suíço (m. 1912).
- 1842 — Julian Sochocki, matemático e acadêmico polonês-russo (m. 1927).
- 1847 — Geminiano Maia, empresário brasileiro (m. 1916).
- 1852 — José Guadalupe Posada, ilustrador e gravador mexicano (m. 1913).
- 1860 — Curtis Guild, Jr., jornalista e político americano (m. 1915).
- 1861 — Solomon Robert Guggenheim, empresário e filantropo americano (m. 1949).
- 1862 — Émile Coste, esgrimista francês (m. 1927).
- 1866 — Enrique Simonet, pintor e acadêmico espanhol (m. 1927).
- 1873 — Konstantin von Neurath, político e diplomata alemão (m. 1956).
- 1881 — Orval Overall, jogador e empresário de beisebol americano (m. 1947).
- 1882
  - James Joyce, romancista, contista e poeta irlandês (m. 1941).
  - André da Grécia e Dinamarca (m. 1944).
- 1883 — Johnston McCulley, escritor e roteirista americano (m. 1958).
- 1887 — Ernst Hanfstaengl, empresário alemão (m. 1975).
- 1889 — Jean de Lattre de Tassigny, general francês (m. 1952).
- 1893 — Cornelius Lanczos, matemático e físico húngaro (m. 1974).
- 1895 — George Halas, jogador e treinador de futebol americano (m. 1983).
- 1896 — Kazimierz Kuratowski, matemático e lógico polonês (m. 1980).
- 1897 — Gertrude Blanch, matemática russo-americana (m. 1996).

### Século XX

#### 1901–1950
- 1901 — Jascha Heifetz, violinista e educador lituano-americano (m. 1987).
- 1905 — Ayn Rand, romancista e filósofa russo-estadunidense (m. 1982).
- 1912 — Millvina Dean, funcionária pública e cartógrafa britânica (m. 2009).
- 1917 — Mary Ellis, aviadora britânica (m. 2018).
- 1919 — Lisa Della Casa, soprano e atriz suíça (m. 2012).
- 1923
  - Bonita Granville, atriz e produtora americana (m. 1988).
  - Svetozar Gligorić, grande mestre do xadrez sérvio e iugoslavo (m. 2012).
- 1924 — Sonny Stitt, saxofonista e compositor americano (m. 1982).
- 1925 — Elaine Stritch, atriz e cantora americana (m. 2014).
- 1926
  - Valéry Giscard d'Estaing, acadêmico e político francês (m. 2020).
  - Julio Sosa, cantor de tango uruguaio (m. 1964).
- 1927 — Stan Getz, saxofonista estadunidense (m. 1991).
- 1928
  - Ciriaco de Mita, político italiano (m. 2022).
  - Goiano, futebolista brasileiro (m. 2003).
- 1929
  - Sheila Matthews Allen, atriz e produtora americana (m. 2013).
  - Věra Chytilová, atriz, diretora e roteirista tcheca (m. 2014).
  - John Henry Holland, cientista da computação e acadêmico americano (m. 2015).
- 1931 — Waldir Lopes de Castro, sacerdote brasileiro (m. 2001).
- 1932 — Luís Espinal Camps, sacerdote e ativista dos direitos humanos hispano-boliviano (m. 1980).
- 1933
  - Tony Jay, ator anglo-americano (m. 2006).
  - Than Shwe, general e político mianmarense.
- 1934
  - Luis Gustavo, ator hispano-brasileiro (m. 2021).
  - Khalil Ullah Khan, ator bangladês (m. 2014).
- 1937
  - Eric Arturo Delvalle, advogado e político panamenho (m. 2015).
  - Tom Smothers, comediante, ator e ativista americano (m. 2023).
- 1938 — Adelaide Molinari, religiosa e ativista brasileira (m. 1985).
- 1939
  - Jackie Burroughs, atriz anglo-canadense (m. 2010).
  - Dale Mortensen, economista e acadêmico americano (m. 2014).
  - João César Monteiro, cineasta português (m. 2003).
- 1940
  - David Jason, ator, diretor e produtor britânico.
  - Thomas M. Disch, escritor e poeta americano (m. 2008).
- 1941 — Bertrand Maria José de Orléans e Bragança.
- 1942 — Graham Nash, cantor, compositor e guitarrista anglo-americano.
- 1944 — Geoffrey Hughes, ator britânico (m. 2012).
- 1946
  - Blake Clark, comediante e ator americano.
  - Isaias Afewerki, político eritreu.
  - Alpha Oumar Konaré, acadêmico e político maliano.
- 1947 — Farrah Fawcett, atriz e produtora estadunidense (m. 2009).
- 1948
  - Ina Garten, chef e escritora americana.
  - Roger Williamson, automobilista britânico (m. 1973).
- 1949
  - Brent Spiner, ator e cantor estadunidense.
  - Francisco Maturana, treinador colombiano de futebol.
- 1950 — Barbara Sukowa, atriz alemã.

#### 1951–2000
- 1952
  - Carol Ann Susi, atriz americana (m. 2014).
  - Park Geun-hye, política sul-coreana.
  - Ralph Merkle, cientista da computação e acadêmico americano.
  - John Cornyn, advogado e político americano.
  - Rick Dufay, guitarrista e compositor franco-americano.
  - Fernando Morena, ex-treinador e futebolista uruguaio.
- 1953
  - Vladimir Kovalev, ex-patinador artístico russo.
  - Solange Damasceno, atriz brasileira.
- 1954
  - Christie Brinkley, atriz, modelo e empresária norte-americana.
  - John Tudor, jogador de beisebol americano.
- 1955
  - Silvio Meira, cientista, professor e empreendedor brasileiro.
  - Leszek Engelking, poeta e escritor polonês (m. 2022).
  - Bob Schreck, escritor americano.
  - Kim Zimmer, atriz americana.
- 1956 — Adnan Oktar, teórico e escritor turco.
- 1958 — Elisa Lucinda, atriz e cantora brasileira.
- 1959 — Lenine, cantor e compositor brasileiro.
- 1960 — Abel Resino, treinador e ex-futebolista espanhol.
- 1961 — Lauren Lane, atriz e acadêmica americana.
- 1962
  - Philippe Claudel, escritor, diretor e roteirista francês.
  - Pedro Tinoco de Faria, militar português.
- 1963
  - Eva Cassidy, cantora e guitarrista norte-americana (m. 1996).
  - Andrej Kiska, empreendedor e filantropo eslovaco.
- 1965 — Quique Flores, ex-futebolista espanhol.
- 1966
  - Andrei Chesnokov, tenista e treinador russo.
  - Billy Boat, ex-automobilista estadunidense.
  - Michael Misick, político turquense.
- 1967
  - Laurent Nkunda, general congolês.
  - Paula Burlamaqui, atriz brasileira.
- 1968
  - Sean Elliott, jogador de basquete e locutor esportivo americano.
  - Scott Erickson, jogador e treinador de beisebol americano.
- 1969
  - Valeriy Karpin, futebolista e técnico estoniano-russo.
  - Igor Shalimov, ex-futebolista russo.
- 1970
  - Jennifer Westfeldt, atriz e cantora americana.
  - Roar Strand, ex-futebolista norueguês.
  - Erik ten Hag, treinador e ex-futebolista holandês.
- 1971 — Slobodan Komljenović, ex-futebolista sérvio.
- 1972
  - Hisashi Tonomura, música japonesa.
  - Dana International, cantora e compositora israelense.
- 1973
  - Marissa Jaret Winokur, atriz e cantora americana.
  - Aleksander Tammert, lançador de disco estoniano.
  - Latino, cantor brasileiro.
- 1975
  - Ieroklis Stoltidis, futebolista grego.
  - Donald Driver, jogador de futebol americano.
  - José Luis Cardoso, motociclista espanhol.
- 1977
  - Shakira, cantora, compositora, produtora e atriz colombiana.
  - Libor Sionko, futebolista tcheco.
  - Daniel Cousin, ex-futebolista gabonês.
  - Marc Bernaus, ex-futebolista andorrano.
- 1978
  - Morel Rodríguez, futebolista paraguaio.
  - Barry Ferguson, futebolista e técnico britânico.
  - Kota Yoshihara, futebolista japonês.
- 1979 — Fani Halkia, velocista grega.
- 1980
  - Zhang Jingchu, atriz chinesa.
  - Teddy Hart, lutador canadense.
  - Mirco Gasparetto, futebolista italiano.
  - Oleguer, futebolista espanhol.
- 1981
  - Emre Aydin, cantor e compositor turco.
  - Guillermo Marino, futebolista argentino.
- 1982
  - Kan Mi-youn, cantora, modelo e apresentadora sul-coreana.
  - Diego Menezes, futebolista brasileiro.
- 1983
  - Carolina Klüft, heptatleta sueca.
  - Bruno Mineiro, futebolista brasileiro.
- 1984
  - Paraskevas Christou, futebolista cipriota.
  - Thembinkosi Fanteni, futebolista sul-africano.
- 1985
  - Silvestre Varela, futebolista português.
  - Dennis Oliech, futebolista queniano.
- 1986 — Gemma Arterton, atriz e cantora britânica.
- 1987
  - Gerard Piqué, futebolista espanhol.
  - Victoria Song, cantora e atriz chinesa.
  - Martin Spanjers, ator e produtor americano.
  - Jill Scott, futebolista britânica.
- 1988 — Zosia Mamet, atriz americana.
- 1989 — Ivan Perišić, futebolista croata.
- 1990
  - María Clara Alonso, atriz, cantora e apresentadora argentina.
  - Dan Gosling, futebolista britânico.
- 1991
  - Gregory Mertens, futebolista belga (m. 2015).
  - Kiko Femenía, futebolista espanhol.
- 1992 — Amelia Eve, atriz britânica.
- 1993 — Takabva Mawaya, futebolista zimbabuano.
- 1993 — Geoffrey Kizito, futebolista ugandense.
- 1994 — Elseid Hysaj, futebolista albanês.
- 1995
  - Arfa Karim Randhawa, estudante e prodígio da informática paquistanesa (m. 2012).
  - Malena Nunes, youtuber brasileira.
- 1996 — Harry Winks, futebolista britânico.
- 1997 — Liu (músico), DJ e produtor brasileiro
- 1998 — David Dekker, ciclista neerlandês.
- 1999 — Martín Zubimendi, futebolista espanhol.
- 2000 — Munetaka Murakami, jogador de beisebol japonês.

### Século XXI
- 2001 — Luan Cândido, futebolista brasileiro.
- 2004 — João Guilherme Silva, apresentador brasileiro.
- 2006 — Lucas Bergvall, futebolista sueco.

## Mortes

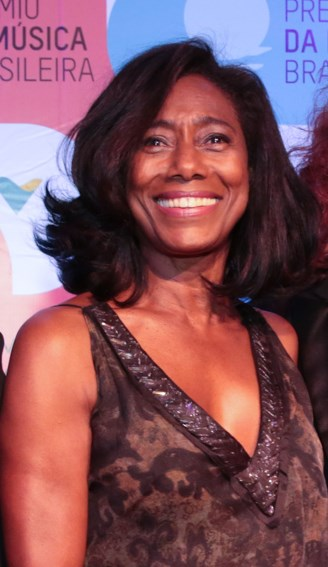
Glória Maria

### Anteriores ao século XIX
- 0619 — Lourenço de Cantuária, arcebispo e santo inglês (n. ?).
- 1124 — Borivoi II, duque da Boêmia (n. 1064).
- 1218 — Constantino de Rostóvia (n. 1186).
- 1250 — Érico XI da Suécia (n. 1216).
- 1348 — Simão Fidati, frade e escritor católico italiano (n. 1295).
- 1353 — Ana da Baviera (n. 1329).
- 1435 — Joana II de Nápoles (n. 1371).
- 1446 — Vittorino da Feltre, humanista italiano (n. 1378).
- 1461 — Owen Tudor, nobre galês (n. 1400).
- 1526 — Henrique de Meneses, militar e administrador colonial português (n. 1496).
- 1529 — Baldassare Castiglione, soldado e diplomata italiano (n. 1478).
- 1594 — Giovanni Pierluigi da Palestrina, compositor e educador italiano (n. 1525).
- 1612 — Cristóvão Clávio, matemático e astrônomo alemão (n. 1538).
- 1648 — George Abbot, escritor e político inglês (n. 1603).
- 1660 — Gastão, Duque d'Orleães (n. 1608).
- 1704 — Guillaume François Antoine, Marquês de l'Hôpital, matemático e acadêmico francês (n. 1661).
- 1712 — Martin Lister, médico e geólogo inglês (n. 1639).
- 1722 — António Cordeiro, sacerdote católico e historiador português (n. 1641).
- 1723 — Antonio Maria Valsalva, anatomista e médico italiano (n. 1666).
- 1768 — Robert Smith, matemático e teórico britânico (n. 1689).
- 1769 — Papa Clemente XIII (n. 1693).
- 1789 — Armand-Louis Couperin, compositor e organista francês (n. 1727).

### Século XIX
- 1808 — Luciano Xavier dos Santos, compositor português (n. 1734).
- 1826 — Jean Anthelme Brillat-Savarin, político francês (n. 1755).
- 1830 — Mestre Ataíde pintor brasileiro (n. 1762).
- 1836 — Maria Letícia Ramolino, nobre italiana (n. 1750).
- 1864 — Adelaide Anne Procter, poetisa e filantropa britânica (n. 1825).
- 1884 — Wendell Phillips, abolicionista estadunidense (n. 1811).

### Século XX
- 1904 — William Collins Whitney, financista e político americano (n. 1841).
- 1905 — Adolf Bastian, etnólogo alemão (n. 1826).
- 1907 — Dmitri Mendeleiev, químico e acadêmico russo (n. 1834).
- 1913 — Gustaf de Laval, engenheiro sueco (n. 1845).
- 1918 — John L. Sullivan, boxeador americano (n. 1858).
- 1923 — Manuel Murguía, historiador e escritor espanhol (n. 1833).
- 1942 — Daniil Kharms, poeta e dramaturgo russo (n. 1905).
- 1945
  - Alfred Delp, padre e filósofo alemão (n. 1907).
  - Carl Friedrich Goerdeler, economista e político alemão (n. 1884).
- 1948 — Bevil Rudd, corredor e jornalista sul-africano (n. 1894).
- 1949 — Brás do Amaral, médico e historiador brasileiro (n. 1861).
- 1950 — Constantin Carathéodory, matemático e acadêmico grego (n. 1873).
- 1956
  - Charley Grapewin, ator americano (n. 1869).
  - Truxtun Hare, jogador de futebol e lançador de martelo americano (n. 1878).
- 1968 — Tullio Serafin, maestro e diretor italiano (n. 1878).
- 1969 — Boris Karloff, ator britânico (n. 1887).
- 1970 — Bertrand Russell, matemático e filósofo britânico (n. 1872).
- 1971 — Maria Bona de Saboia, princesa alemã (n. 1896).
- 1972 — Natalie Clifford Barney, escritora, poetisa e dramaturga americana (n. 1876).
- 1974
  - Imre Lakatos, matemático e filósofo húngaro-britânico (n. 1922).
  - Jean Absil, compositor belga (n. 1893).
- 1979 — Sid Vicious, cantor e baixista britânico (n. 1957).
- 1980 — William Howard Stein, bioquímico e acadêmico americano (n. 1911).
- 1987
  - Carlos José Castilho, futebolista e treinador brasileiro (n. 1927).
  - Alistair MacLean, romancista e roteirista britânico (n. 1922).
- 1988 — Marcel Bozzuffi, ator, diretor e roteirista francês (n. 1929).
- 1989 — Ondrej Nepela, patinador artístico e técnico tchecoslovaco (n. 1951).
- 1994 — Marija Gimbutas, arqueóloga lituano-americana (n. 1921).
- 1995
  - Donald Pleasence, ator anglo-francês (n. 1919).
  - André Frossard, ensaísta e acadêmico francês (n. 1915).
  - Fred Perry, tenista anglo-australiano (n. 1909).
- 1996 — Gene Kelly, ator, cantor, dançarino e diretor norte-americano (n. 1912).
- 1997
  - Chico Science, músico e compositor brasileiro (n. 1966).
  - Erich Eliskases, jogador de xadrez austríaco (n. 1913).
  - Sanford Meisner, ator e treinador americano (n. 1904).
- 1998 — Haroun Tazieff, geólogo e diretor de fotografia franco-alemão (n. 1914).

### Século XXI
- 2002 — Paul Baloff, cantor e compositor americano (n. 1960).
- 2003 — Augustinho Záccaro, maestro brasileiro (n. 1948).
- 2005
  - Birgitte Federspiel, atriz dinamarquesa (n. 1925).
  - Max Schmeling, pugilista alemão (n. 1905).
  - Yvonne Sherman, patinadora artística americana (n. 1930).
- 2006 — Tales Alvarenga, jornalista brasileiro (n. 1945).
- 2007
  - Roger Elwood, escritor e editor estadunidense (n. 1943).
  - Billy Henderson, cantor norte-americano (n. 1939).
  - Joe Hunter, pianista norte-americano (n. 1927).
  - Masao Takemoto, ginasta japonês (n. 1919).
- 2008
  - Katoucha Niane, modelo e escritora guineense (n. 1960).
  - Joshua Lederberg, médico estadunidense (n. 1925).
- 2009 — Paul Birch, futebolista britânico (n. 1962).
- 2010
  - Rosa Lobato de Faria, escritora e atriz portuguesa (n. 1932).
  - Bernard Kates, ator norte-americano (n. 1922).
  - Vital do Rêgo, político brasileiro (n. 1935).
- 2011
  - Margaret John, atriz britânica (n. 1926).
  - Defne Joy Foster, atriz turca (n. 1975).
- 2012 — James F. Lloyd, aviador e político americano (n. 1922).
- 2013
  - Chris Kyle, militar e atirador de elite americano (n. 1974).
  - John Kerr, ator e advogado americano (n. 1931).
  - Lino Oviedo, general e político (n. 1943).
- 2014
  - Gerd Albrecht, maestro alemão (n. 1935).
  - Eduardo Coutinho, ator, diretor, produtor e roteirista brasileiro (n. 1933).
  - Philip Seymour Hoffman, ator, diretor e produtor norte-americano (n. 1967).
  - Nonato Buzar, cantor, compositor e produtor musical brasileiro (n. 1932).
- 2015 — Dalmo Gaspar, futebolista brasileiro (n. 1932).
- 2020 — Bernard Ebbers, empresário canadense (n. 1941).
- 2021 — Tom Moore, oficial e ativista de caridade britânico (n. 1920).
- 2022 — Geraldo de Oliveira, presbítero católico brasileiro (n. 1944).
- 2023 — Glória Maria, repórter e apresentadora de televisão brasileira (n. 1949).
- 2024 — Don Murray, ator estadunidense (n. 1929).
- 2025
  - Fritz, basquetebolista e medalhista olímpico brasileiro (n. 1941).
  - Newton Cardoso, político brasileiro (n. 1938).

## Feriados e eventos cíclicos
- Dia Mundial das Zonas Húmidas

### Internacional
- Dia da marmota - Estados Unidos e Canadá

### Brasil
- Dia do Agente Fiscal

#### Municipais
- Festa de Iemanjá em Salvador, BA
- Festa de Nossa Senhora dos Navegantes de Porto Alegre
- Dia de Nossa Senhora dos Navegantes em Camaquã, Canoas, Jaguarão, Pelotas, Rio Grande, Santa Vitória do Palmar, Torres
- Aniversário do município de Itu
- Feriado em Tacaratu - Festa da padroeira Nossa Senhora da Saúde

### Portugal
- Nossa Senhora das Candeias - Feriado Municipal em Mourão

### Cristianismo
- André Carlos Ferrari
- Apresentação de Jesus no Templo
- Cornélio, o Centurião
- Lourenço de Cantuária
- Maria Katharina Kasper
- Nossa Senhora da Luz
- Nossa Senhora do Bom Conselho
- Nossa Senhora de Civitavecchia
- Nossa Senhora dos Navegantes

## Outros calendários
- No calendário romano era o 4º dia (IV) antes das nonas de fevereiro.
- No calendário litúrgico tem a letra dominical E para o dia da semana.
- No calendário gregoriano a epacta do dia é xxviii.